# Hyannis (Nebraska)
Hyannis es una villa ubicada en el condado de Grant en el estado estadounidense de Nebraska. En el Censo de 2010 tenía una población de 182 habitantes y una densidad poblacional de 134,88 personas por km².

## Geografía
Hyannis se encuentra ubicada en las coordenadas 42°0′2″N 101°45′44″O / 42.00056, -101.76222. Según la Oficina del Censo de los Estados Unidos, Hyannis tiene una superficie total de 1.35 km², de la cual 1.35 km² corresponden a tierra firme y (0%) 0 km² es agua.

## Demografía
Según el censo de 2010, había 182 personas residiendo en Hyannis. La densidad de población era de 134,88 hab./km². De los 182 habitantes, Hyannis estaba compuesto por el 97.8% blancos, el 0% eran afroamericanos, el 0% eran amerindios, el 0% eran asiáticos, el 0% eran isleños del Pacífico, el 0% eran de otras razas y el 2.2% pertenecían a dos o más razas. Del total de la población el 1.65% eran hispanos o latinos de cualquier raza.